# Claude Domec
Pour les articles homonymes, voir Domec.
Claude Domec né le 3 juillet 1902 dans le 6e arrondissement de Paris, où il est mort le 5 décembre 1981, est un peintre français.

## Éléments biographiques
Claude Domec fait des études classiques au lycée Louis-le-Grand à Paris, et apprend la peinture en autodidacte. À partir de 1930, il fréquente le groupe surréaliste, notamment Robert et Kouki Desnos, tout en travaillant à l'écart de Paris à Marnay-sur-Seine près de Nogent-sur-Seine. Claude Domec travaille aux  États-Unis dans les années 1940 ayant rejoint son beau-frère, le peintre américain Léon Kroll. Il est revenu définitivement en France après 1950.

## Expositions
- Salon des Tuileries de 1934 à 1939[4]
- Galerie de l'Élysée en 1946
- Galerie de Furstenberg en 1955

## Œuvres
On peut voir des œuvres de Claude Domec au musée des beaux arts de la ville de Dijon.
Le volume printemps-été 1981 des Cahiers Bleus donne un long entretien avec Claude Domec centré sur ses techniques, en particulier sa peinture à la cire, ainsi que des reproductions en noir et en couleurs de plusieurs de ses tableaux.